# 山岡毛皮店

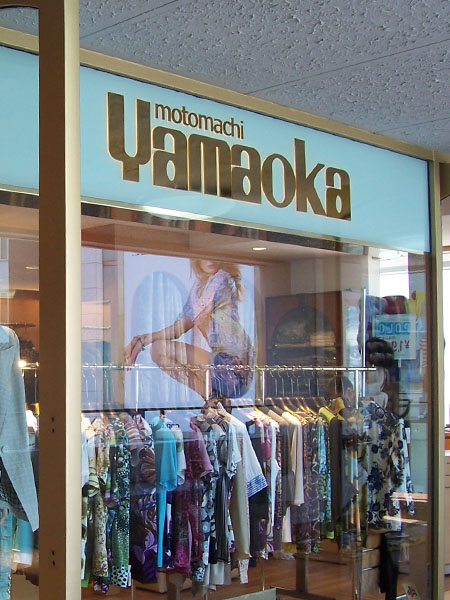
山岡毛皮店

株式会社山岡毛皮店（やまおかけがわてん）は、横浜市の元町に本店を置いていた、日本初の毛皮専門店。2023年に閉店した。

## 主な製品
各種毛皮製品、バッグ、衣料、アンティーク商品など、各種毛皮・皮革製品。

## 店舗
- 本店 - 横浜市中区元町１ー７１メゾン元町１Ｆ

## 沿革
- 1868年 - 創始者・山岡傅左衛門が、日光市鉢石町に日本最初の毛皮店を創業。
- 1913年 - 2代目・山岡長七が横浜弁天通に開業。
- 1917年 - 東京・銀座に毛皮貿易及び卸・小売店開業。
- 1948年 - 3代目・山岡鴻三が横浜元町にモトマチ山岡毛皮店を開業。自社アトリエを持つ毛皮専門店第1号。
- 1969年 - 玉川髙島屋SCに出店。
- 1970年 - 横浜髙島屋に出店。
- 1972年 - 株式会社に法人化。
- 2023年 - 4月29日に代表取締役社長・山岡厚志が死去。7月末日をもって山岡毛皮店を閉店した。

山岡毛皮店は1868年（明治元年）に日本特有種の黄テンなどの毛皮を製品化し、日本で初めての毛皮専門店を創業した。その後順調に店舗を増やし、1948年に横浜元町に山岡毛皮店を開業。

## エピソード
- 山岡家は備前国（岡山県）を発祥とする。徳川家康の時代、明智光秀の一族である天台宗の僧・公海とともに日光へ移住、天台宗の檀家となり、寺子屋を開いた。教育にあたった山岡傳三郎の代に商家に転じ、地元で絶大な信用を得る。この傳三郎の長男が山岡毛皮店の祖、山岡傳左衛門であり、現在まで先駆者として、その伝統を守りながらも、常に新しい毛皮のスタイルを開拓している。
- 1958年（昭和33年）、皇太子明仁親王と正田美智子の婚約の日、美智子が実家を出る時に着ていたミンクのストールが大ブームとなったが、このミンクのストールは山岡毛皮店で本人が母と一緒に来店して購入したものであることが幅広く知られることとなり、山岡毛皮店は皇室御用達の店として繁栄を極める。
- ニューヨーク、ロンドン、モントリオール、フランクフルト、コペンハーゲン、オスロ、ヘルシンキと、世界のオークションに参加する3代目社長山岡鴻三は、品質を見る眼の確かさから、世界のバイヤーから「ミスターヤマオカ」「オークションのヤマオカ」と呼ばれるようになる。
- 1974年（昭和49年）から発表されてきたファッションショーは、2007年（平成19年）までに35回を数える。